# Trasporti nella Città del Vaticano

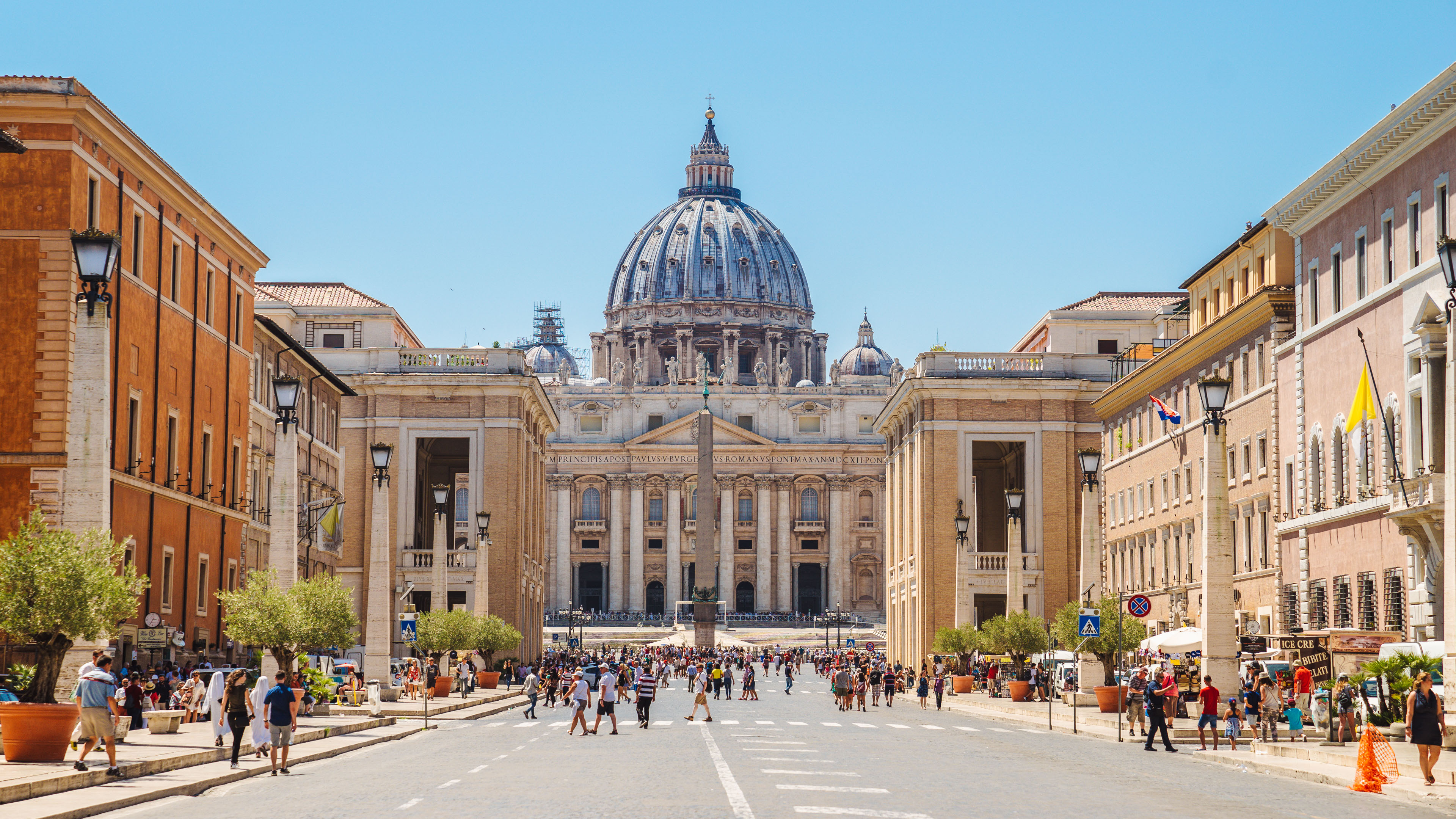
Mussolini fece demolire la "Spina di Borgo", che collegava il lungotevere alla piazza San Pietro, trasformandola in un'ampia strada rettilinea, via della Conciliazione.

Questa voce raccoglie le principali tipologie di trasporti nella Città del Vaticano.

## Generalità
Date le ridotte dimensioni territoriali della Città del Vaticano, anche la sua rete di trasporti non è particolarmente sviluppata e non contiene alcun aeroporto o autostrada. Esiste invece un eliporto, utilizzato dai capi di Stato e dagli ambasciatori durante le visite ufficiali alla Santa Sede. Per i viaggiatori che per qualsiasi motivo intendono recarsi nella piccola città-stato vaticana sono ovviamente disponibili sia la rete autostradale italiana sia gli aeroporti di Roma.

## Trasporti su rotaia

### Ferrovia
All'interno dello stato vaticano esistono 852 metri di ferrovia a scartamento standard (1435 mm), che si collegano alla rete ferroviaria italiana alla stazione di Roma San Pietro. L'edificio della stazione vaticana, in stile ottocentesco, è stato progettato e realizzato fra il 1929 e il 1933 dall'architetto piemontese Giuseppe Momo, durante il pontificato di papa Pio XI, dopo la stipula dei Patti Lateranensi. La ferrovia, in origine, doveva servire al trasporto dei pellegrini, ma è stata utilizzata molto raramente per questo scopo. Papa Giovanni XXIII è stato il primo a utilizzarla direttamente, mentre papa Giovanni Paolo II se ne è servito assai di rado. Attualmente vi circolano solo pochi treni.

## Trasporti aerei

### Aeroporti
Come già accennato, i visitatori ed i pellegrini che arrivano in Vaticano si servono degli aeroporti di Roma; per gli spostamenti a lungo raggio del pontefice e degli alti prelati, la Santa Sede si serve prevalentemente dell'Aeroporto di Roma-Ciampino.

### Eliporti
La Città del Vaticano possiede un eliporto, situato sulla sommità dei Giardini vaticani presso l'estremità occidentale delle mura, usato dal pontefice e dai Capi di Stato in visita ufficiale alla Santa Sede.

## Trasporti stradali
La rete viaria è costituita esclusivamente da strade urbane: vie, viali, compresa la celeberrima piazza San Pietro.
Vista l'esiguità del territorio non esistono tanti mezzi di trasporto pubblico di linea, anche se esiste un piccolo autoparco costituito non solo da automobili, ma anche da pochi esemplari di camion, furgoni, autobus, veicoli speciali tra i quali la famosa papamobile.
Le automobili dei residenti, immatricolate nella Città del Vaticano, hanno particolari targhe automobilistiche.